# Provincia di Imperia
La provincia di Imperia è una provincia italiana della Liguria di 209 282 abitanti. Confina a nord con il Piemonte (provincia di Cuneo), a est con la provincia di Savona, a ovest con la Francia (dipartimento delle Alpi Marittime nella regione Provenza-Alpi-Costa Azzurra), a sud con il mar Ligure.
Il capoluogo è Imperia, superato per popolazione comunale da Sanremo. Altre cittadine rilevanti sono Ventimiglia, Taggia e Bordighera.

## Geografia fisica
La provincia occupa la parte più occidentale e meridionale della Liguria. Essa si divide, storicamente, in tre comprensori:
- imperiese,
- sanremese,
- ventimigliese.

## Storia
Il territorio dell'attuale provincia apparteneva storicamente alla provincia di Nizza. Con il trattato di Torino del 1860 la maggior parte della provincia venne ceduta alla Francia, e la parte rimasta al Regno di Sardegna, composta dei circondari di Porto Maurizio e di San Remo ma con l'esclusione di Briga e Tenda, andò a costituire la provincia di Porto Maurizio.
Nel 1923, in seguito alla fusione del capoluogo Porto Maurizio nella nuova città di Imperia, la provincia assunse l'attuale denominazione.
Nel mese di maggio del 1945 parte del territorio della provincia fu occupato dalle truppe francesi, con l'intento di annetterselo. Fu solo l'ordine perentorio del presidente statunitense Harry Truman ad imporre il ritiro all'armata di De Gaulle oltre Ventimiglia.
Dal 1º gennaio 2018 i comuni della provincia sono passati da 67 a 66, a causa della fusione di Montalto Ligure e Carpasio nel nuovo ente denominato Montalto Carpasio.

### Simboli
Stemma

Primo stemma della Provincia, utilizzato al primo Congresso Nazionale delle Province del 1898, quando la provincia era ancora denominata "Provincia di Porto Maurizio"

Dal 1860 il capoluogo era Porto Maurizio e il primo stemma della provincia era  d'argento al cavaliere armato al naturale, con nella sinistra uno scudo d'argento alla croce di rosso, e nella destra una spada. Il campo dello scudo è talvolta descritto d'azzurro.
Intorno al 1905 venne utilizzato un emblema che consisteva nello stemma di Sanremo con le insegne della casa reale: di rosso, all'albero di palma al naturale, terrazzato di verde e sinistrato dal leone coronato d'oro; al capo di Savoia. 
Nel 1923, quando i comuni di Porto Maurizio, Oneglia e altri minori furono uniti per formare il comune di Imperia, la provincia assunse l'attuale denominazione e lo stemma ufficiale ancora oggi in uso venne concesso con regio decreto del 13 febbraio 1927. Dal 1933 al 1943 era ornato dal capo del Littorio.
(R.D. 13 febbraio 1927)
Gonfalone
Il gonfalone, concesso con decreto del presidente della Repubblica del 26 ottobre 1955, è costituito da un drappo di azzurro.

### Onorificenze
La provincia di Imperia è tra le istituzioni decorate al valor militare per la guerra di Liberazione insignita il 6 luglio 1979 della medaglia d'oro al valor militare per i sacrifici delle sue popolazioni e per l'attività nella lotta partigiana durante la seconda guerra mondiale.

## Società

### Etnie e minoranze straniere
Secondo i dati Istat al 31 dicembre 2014 i cittadini stranieri residenti nella provincia di Imperia erano 23 104, pari al 10,66% dell'allora popolazione provinciale.
Il comune con il più alto numero di stranieri residenti è Sanremo (5 862), mentre Airole si conferma l'ente comunale dove la percentuale di residenti stranieri, rispetto alla popolazione italiana, è più alta con il dato del 28,24%. Montegrosso Pian Latte è l'unico comune dove non vi sono registrate presenze straniere.

### Religione
La religione prevalente è il cattolicesimo; la provincia imperiese è divisa tra le diocesi di Albenga-Imperia e di Ventimiglia-San Remo.
| Diocesi              | Comuni | Regione ecclesiastica |
| -------------------- | --- | --------------------- |
| Albenga-Imperia      | Aquila d'Arroscia, Armo, Aurigo, Borghetto d'Arroscia, Borgomaro, Caravonica, Cervo, Cesio, Chiusanico, Chiusavecchia, Civezza, Cosio di Arroscia, Diano Arentino, Diano Castello, Diano Marina, Diano San Pietro, Dolcedo, Imperia, Lucinasco, Mendatica, Montegrosso Pian Latte, Pietrabruna, Pieve di Teco, Pontedassio, Pornassio, Prelà, Ranzo, Rezzo, San Bartolomeo al Mare, Vasia, Vessalico, Villa Faraldi                                         | Liguria               |
| Ventimiglia-San Remo | Airole, Apricale, Badalucco, Bajardo, Bordighera, Camporosso, Carpasio, Castellaro, Castel Vittorio, Ceriana, Cipressa, Costarainera, Dolceacqua, Isolabona, Molini di Triora, Montalto Ligure, Olivetta San Michele, Ospedaletti, Perinaldo, Pigna, Pompeiana, Riva Ligure, Rocchetta Nervina, San Biagio della Cima, San Lorenzo al Mare, Sanremo, Santo Stefano al Mare, Seborga, Soldano, Taggia, Terzorio, Triora, Vallebona, Vallecrosia, Ventimiglia | Liguria               |

### Qualità della vita
| Anno | Qualità della Vita (Sole 24 Ore) | Qualità della Vita (Italia Oggi) | Rapporto Ecosistema Urbano (Legambiente) |
| ---- | -------------------------------- | -------------------------------- | ---------------------------------------- |
| 2008 | 41ª (+10)                        | 85ª (−26)                        |                                          |
| 2009 | 37ª (+4)                         | 63ª (+22)                        |                                          |
| 2010 | 69ª (−32)                        | 78ª (−15)                        |                                          |
| 2011 | 60ª (+9)                         | 98ª (−20)                        |                                          |
| 2012 | 61ª (−1)                         | 103ª (−5)                        | 89ª                                      |
| 2013 | 70ª (−9)                         | 74ª (+29)                        | 80ª (+9)                                 |
| 2014 | 61ª (+9)                         | 105ª (−31)                       | 76ª (+4)                                 |
| 2015 | 66ª (−5)                         | 107ª (−2)                        | 73ª (+3)                                 |
| 2016 | 65ª (+1)                         | 103ª (+4)                        | 66ª (+7)                                 |
| 2017 | 70ª (−5)                         | 104ª (−1)                        | 68ª (−2)                                 |
| 2018 | 69ª (+1)                         | 102ª (+2)                        | 90ª (−22)                                |
| 2019 | 89ª (−20)                        | 78ª (+24)                        | 90ª (=)                                  |
| 2020 | 81ª (+8)                         | 77ª (+1)                         | 49ª (+41)                                |
| 2021 | 70ª (−5)                         | 66ª (+11)                        | 54ª (−5)                                 |
| 2022 | 72ª (−2)                         | 73ª (−7)                         | 70ª (−16)                                |
| 2023 | 81ª (−9)                         | 69ª (+4)                         | 54ª (−+16)                               |
| 2024 | 79ª (+2)                         | 73ª (-4)                         | 97ª (-43)                                |

## Cultura

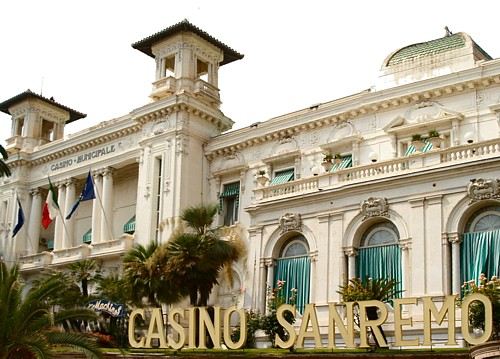
Il Casinò di Sanremo

Tra le principali città d'arte della provincia spiccano Ventimiglia (grotte preistoriche, area archeologica romana e preromana di Albintimilium, città medioevale, Cattedrale, Fortezza dell'Annunziata e Giardini di Villa Hanbury, questi ultimi simbolo della città), Imperia (il cui simbolo è il Duomo, che è anche la chiesa più grande della Liguria) e Sanremo (con il suo celebre Casinò in stile Liberty e la Chiesa Russa).
Dolceacqua e Bordighera sono state il soggetto di opere pittoriche di Monet.
Alcuni paesi dell'entroterra sono considerati veri e propri "musei a cielo aperto", nonché menzionati tra i borghi più belli d'Italia (Apricale ne è un esempio).

## Economia
Il settore economico si basa essenzialmente sul turismo, con centri balneari internazionali che offrono ai turisti svariati servizi (vedi Turismo). L'agricoltura, sviluppata principalmente nelle piane Intemelia, Argentina e Dianese, oltre che sui colli litoranei e del primo entroterra, si basa essenzialmente su tre prodotti di qualità: i fiori (soprattutto nella fascia che va da Ventimiglia a Sanremo), la vite (Rossese di Dolceacqua, Rossese della Riviera dei Fiori, Vermentino, Pigato, Fragolino, Ormeasco, Piemattone sono tra i vini più ricercati) e l'olivo (Intemelio, Taggiasco, Imperiese, Golfo Dianese).
L'allevamento del bestiame è praticato soprattutto nelle zone montane dell'alto comprensorio Intemelio, nel Pievese e nella zona del Col di Nava.
L'industria si concentra principalmente ad Imperia, Ventimiglia e nelle valli Argentina-Armea, e si sviluppa per lo più nel settore alimentare, edile, e della floricoltura industriale.
Il terziario è principalmente sviluppato nelle maggiori città: Imperia, Sanremo e Ventimiglia.

### Turismo
Le principali mete costiere del turismo, per balneazione, clima e arte sono Sanremo, Ventimiglia, Imperia, Bordighera, Taggia, Diano Marina e Ospedaletti.
Tra i centri turistici dell'entroterra notevolissimi sono Dolceacqua (dominata dal Castello dei Doria, a cui si accede attraversando uno scenografico ponte sul Nervia), Pigna (centro d'arte e termale), Rocchetta Nervina (il più importante centro per ciò che riguarda le escursioni, anche grazie ai suoi "laghetti"), Perinaldo (con il famoso osservatorio astronomico "Cassini"), Seborga (nota per la rivendicazione d'indipendenza), Triora (famosa per i processi per stregoneria), Pieve di Teco (cittadina dai caratteristici portici), la stazione sciistica di Monesi e Ceriana in valle Armea (chiesa romanica del XII sec., vestigia romane e il "canto a Bordone").

## Sport
La provincia vanta una lunga tradizione nell'organizzazione di eventi sportivi internazionali: la città di Sanremo ospitò già negli anni 1930 un importante Torneo scacchistico internazionale, un'edizione del Campionato internazionale di scherma ed un Gran Premio automobilistico. Tra il 2002 e il 2010 si è tenuta la Sanremo Tennis Cup, mentre è appuntamento annuale il Rally di Sanremo, che tra il 1973 e il 2003 fece parte del Campionato del mondo rally.

### Calcio
La principale società calcistica della provincia è la Sanremese, che ha disputato numerosi campionati nazionali inclusi tre di Serie B. Attualmente milita in Serie D e disputa le proprie partite interne nello stadio comunale, l'impianto più capiente della provincia.
Disputa il campionato di Serie D, la seconda società calcistica del territorio per tradizione sportiva: l'Imperia, che ha preso parte in passato a campionati professionistici.
Altre società importanti presenti nel panorama imperiese sono la Dianese e il Ventimiglia.

### Ciclismo
In provincia di Imperia è posto l'arrivo di una delle più celebri classiche del ciclismo: la Milano-Sanremo, che si disputa dal 1907 e fa parte del circuito UCI World Tour.
Sanremo è anche stata sede di arrivo di tappe del Giro d'Italia per tredici volte. Nel 2022 è stata anche sede di partenza della tredicesima tappa, con arrivo a Cuneo.

### Altri sport
La Rari Nantes Imperia ha vinto uno Scudetto, due Coppe LEN e una Supercoppa LEN nella pallanuoto femminile.
Tra gli sportivi originari della provincia, si ricordano il pallavolista Giacomo Giretto si è laureato campione ai mondiali di Grecia 1994, il tennista Fabio Fognini ha vinto il torneo di doppio maschile agli Australian Open nel 2015, il calciatore Stefano Sturaro vincitore di diversi titoli nazionali con la maglia della Juventus e la cestista Martina Bestagno anch’essa vincitrice di diversi titoli nazionali con le più importanti rappresentative di pallacanestro femminile.

## Infrastrutture e trasporti
La Provincia è servita da strade statali e provinciali, dall'autostrada A10, da alcune circonvallazioni o tangenziali cittadine, da tre linee ferroviarie, ed è posta al centro fra due aeroporti.

### Strade

#### Autostrade
Da Ventimiglia si originano due autostrade:
- A 10, detta "Autofiori", verso Savona e Genova. Gli svincoli sono San Bartolomeo al Mare, Imperia est, Imperia ovest, Arma di Taggia - Sanremo est, Sanremo ovest, Bordighera, Ventimiglia.
- A 8, detta "La Provençale", verso Nizza sino ad Aix-en-Provence (A8 francese). Il primo svincolo (Mentone) si trova in Francia.

#### Statali e provinciali
Via Aurelia
Lungo tutta la provincia, parallela alla costa, si trova la strada statale S.S. 1, meglio conosciuta come Aurelia, che dal Confine di Stato giunge a Roma.
Statale del Colle di Tenda
Sita ad ovest cinge la provincia, perpendicolarmente alla costa, la risale lungo il fiume Roia dal centro di Ventimiglia per raggiungere Torino, passando per Breglio, Tenda, Limone Piemonte, Cuneo e Moncalieri (S.S. 20). La tratta in territorio francese, dal confine di Fanghetto a quello del Colle di Tenda, è denominata RN 204. Ad oggi il percorso risulta interrotto in seguito alla “tempesta Alex” del 2-3 ottobre 2020 che ha seriamente compromesso il tracciato e reso inagibile il tunnel di Tenda. La riapertura è prevista entro il mese di giugno 2025.
Oggi il secondo tronco italiano, denominato anche Via Europae e circoscritto ai comuni di Ventimiglia, Airole e Olivetta San Michele, assolve inoltre alla funzione di tangenziale della città di confine.
Statale del Colle di Nava
Strada statale, collega il capoluogo Imperia con il Piemonte, attraversando i comuni di Pontedassio, Pieve di Teco, Pornassio, Ormea (Cuneo) raggiungendo infine il comune di Genola, nei pressi di Fossano
Statale della Valle Arroscia
Strada statale-regionale (S.S. 453) che collega Pieve di Teco, capoluogo della valle Arroscia, ad Albenga, capoluogo ingauno, in provincia di Savona, per una lunghezza complessiva di più di 23 km.
Strada statale della Valle Argentina
Convertita da Provinciale a Statale, questa strada, che segue il corso del fiume Argentina partendo da Molini di Triora, permette agli abitanti dell'entroterra imperiese di raggiungere Taggia con i suoi monumenti storici, Taggia "Levà" con le sue aree industriali e Arma di Taggia, centro turistico di fama internazionale. La denominata S.S. 548, che si colloca a metà strada tra la S.S. 20 e la S.S. 28, nel pieno centro della provincia, permette di raggiungere tra gli altri la cittadina di Triora, famosa per vicende storiche di stregoneria.
Oggi la S.S. 548, nel tratto compreso nel comune di Taggia, svolge la funzione di arteria tangenziale cittadina.
Strade provinciali
Corrono parallele e trasversali alla costa, spesso con sinuosi percorsi, lungo le principali piane, valli o risalendo i rilievi, e svolgono due importanti funzioni: una di comunicazione, permettendo agli abitanti dell'entroterra di raggiungere i maggiori centri urbani; l'altra di percorso turistico per scoprire le bellezze paesaggistiche delle zone collinari e montuose. Tra le più importanti: la S.P. 64 della Valle Nervia, che va da Ventimiglia a Buggio; la S.P. 59, che da Piani di Vallecrosia raggiunge Perinaldo risalendo la val Verbone; le S.P. 57 e 58, che partendo da Bordighera portano rispettivamente a Seborga e a Vallebona; la S.P. 55, che da Poggio di Sanremo, risalendo la valle Armea, conduce a Ceriana e Bajardo; le S.P. 36 e 37, che da Diano Marina raggiungono tutti i centri del relativo entroterra; la S.P. 50 che da Riva Ligure giunge a Pompeiana, dove si trova il SIC "Prau Grande" habitat naturale della rara lucertola ocellata.
Inoltre le maggiori località vallive e collinari sono collegate tra loro da ulteriori strade provinciali, che rappresentano una via di comunicazione alternativa sia alle più grandi S.P. che si innestano con la S.S. 1, che alla S.S. 1 stessa.

#### Tangenziali e circonvallazioni
Nel territorio provinciale esistono le seguenti tangenziali o circonvallazioni:
Tangenziale di Sanremo (S.S. 1 Aurelia bis)
Collega varie zone di Sanremo (Borgo Tinasso, area ospedaliera, San Martino, Valle Armea) con la stazione dei treni di Taggia-Arma e la SP548 della Valle Argentina.
Si presenta nel tratto più a levante con caratteristiche tali che fanno di essa un'autostrada non a pedaggio, lunga all'incirca 8.5 km.
L'intero tracciato, una volta completato, dovrebbe essere lungo circa 14 km e comprenderà altri due svincoli e il collegamento al casello autostradale di Sanremo ovest.
Circonvalmonte di Bordighera
Parte dalla panoramica Via dei Colli, che cinge il paese medioevale e, inerpicandosi sulla collina alle spalle della città moderna, scende verso essa, attraverso la sua naturale prosecuzione costituita dalla Via Coggiola che s'innesta sulla Via Romana, nel centro cittadino. La circovalmonte bordigotta, nel punto di unione tra i suoi due tronchi, Via dei Colli e Coggiola, si inserisce nell'A 10 con il casello autostradale di Bordighera.
Circonvallazione di Camporosso
La circonvallazione di Camporosso corre lungo il fiume Nervia e cinge ad est il centro, collegandolo con i quartieri balneari, agricoli, industriali e commerciali della città, e con altre località come Dolceacqua, Ventimiglia e Bordighera, grazie alla S.P. della Val Nervia e l'alternativa Via Braie.

### Ferrovie
Da Ventimiglia si originano le tre linee ferroviarie che si trovano nella provincia:
- Ventimiglia-Genova;
- Ventimiglia-Nizza-Marsiglia;
- Ventimiglia-Cuneo-Torino.

Le stazioni ferroviarie sono:
- Diano;
- Imperia;
- Taggia-Arma;
- Sanremo;
- Bordighera;
- Vallecrosia;
- Ventimiglia;
- Bevera;
- Airole;
- Olivetta San Michele.

### Aeroporti
La provincia è servita dagli aeroporti di Nizza e di Genova.

## Amministrazione
L'amministrazione provinciale ha sede ad Imperia, nel rione di Porto Maurizio, in viale Giacomo Matteotti 147.

### Consiglio provinciale
L'amministrazione provinciale è attualmente governata da una grande coalizione, eletta nell'elezioni provinciali di secondo livello del 12 maggio 2019.

### Comuni
Appartengono alla provincia di Imperia i seguenti 66 comuni: 
- Airole
- Apricale
- Aquila d'Arroscia
- Armo
- Aurigo
- Badalucco
- Bajardo
- Bordighera
- Borghetto d'Arroscia
- Borgomaro
- Camporosso
- Caravonica
- Castel Vittorio
- Castellaro
- Ceriana
- Cervo
- Cesio
- Chiusanico
- Chiusavecchia
- Cipressa
- Civezza
- Cosio di Arroscia
- Costarainera
- Diano Arentino
- Diano Castello
- Diano Marina
- Diano San Pietro
- Dolceacqua
- Dolcedo
- Imperia
- Isolabona
- Lucinasco
- Mendatica
- Molini di Triora
- Montalto Carpasio
- Montegrosso Pian Latte
- Olivetta San Michele
- Ospedaletti
- Perinaldo
- Pietrabruna
- Pieve di Teco
- Pigna
- Pompeiana
- Pontedassio
- Pornassio
- Prelà
- Ranzo
- Rezzo
- Riva Ligure
- Rocchetta Nervina
- San Bartolomeo al Mare
- San Biagio della Cima
- San Lorenzo al Mare
- Sanremo
- Santo Stefano al Mare
- Seborga
- Soldano
- Taggia
- Terzorio
- Triora
- Vallebona
- Vallecrosia
- Vasia
- Ventimiglia
- Vessalico
- Villa Faraldi

### Comuni più popolosi
Di seguito è riportata la lista dei dieci comuni della provincia ordinati per numero di abitanti al 31 dicembre 2024:
| Pos. | Stemma | Comune                 | Popolazione (ab) |
| ---- | ------ | ---------------------- | ---------------- |
| 1º   |        | Sanremo                | 53 045           |
| 2º   |        | Imperia                | 42 442           |
| 3º   |        | Ventimiglia            | 22 954           |
| 4º   |        | Taggia                 | 13 818           |
| 5º   |        | Bordighera             | 10 230           |
| 6º   |        | Vallecrosia            | 6 819            |
| 7º   |        | Camporosso             | 5 648            |
| 8º   |        | Diano Marina           | 5 542            |
| 9º   |        | Ospedaletti            | 3 187            |
| 10º  |        | San Bartolomeo al Mare | 2 949            |

Montegrosso Pian Latte con i suoi 107 abitanti è il comune con meno abitanti della provincia.

### Ex Comunità montane e Unioni di comuni
Le comunità montane nel territorio provinciale imperiese (e ligure in generale) furono istituite in gran parte nel 1973 dopo il riconoscimento ufficiale delle stesse con la Legge Regionale n. 1102 del 3 dicembre 1971. Da ovest ad est dei confini provinciali nacquero quindi le seguenti entità montane: Comunità montana dell'Olivo, Comunità montana Alta Valle Arroscia, Comunità montana Argentina Armea e Comunità montana Intemelia.
Con le nuove disposizioni della Legge Regionale n. 6 del 1978 la comunità montana assumeva, direttamente dalla Regione, le funzioni amministrative in materia di agricoltura, sviluppo rurale, foreste e antincendio boschivo.
Tra il 2009 e il 2010 con la disciplina di riordino delle comunità montane, regolamentate con la Legge Regionale n. 24 del 4 luglio 2008 e in vigore dal 1º gennaio 2009, si attuarono le prime sostanziali modifiche territoriali e dei requisiti di riferimento con le conseguenti soppressioni e/o accorpamenti degli enti montani.
Conseguentemente alla legge finanziaria statale del 2011 tutte le comunità montane provinciali e regionali sono state definitivamente cancellate (la Liguria è stata la seconda regione d'Italia ad attuare tale provvedimento dopo l'analoga iniziativa della capofila Sardegna) con la Legge Regionale n. 23 del 29 dicembre 2010 e in vigore dal 1º maggio 2011.
Queste le Unione di comuni della provincia imperiese:
- Unione dei comuni del Golfodianese e i suoi Borghi;
- Unione dei comuni dell'Alta Valle Arroscia;
- Unione dei comuni della Valle del San Lorenzo;
- Unione dei comuni della Valle Impero e della Valle del Maro;
- Unione dei comuni delle Valli Argentina e Armea;
- Unione dei comuni delle Valli Nervia e Roja;
- Unione dei comuni montani della Valle Prino;
- Unione dei comuni Villaregia.

Queste le unioni di comuni soppresse o sciolte:
- Unione dei comuni della Val Merula e di Montarosio (dal 2014 al 2019).

## Galleria d'immagini

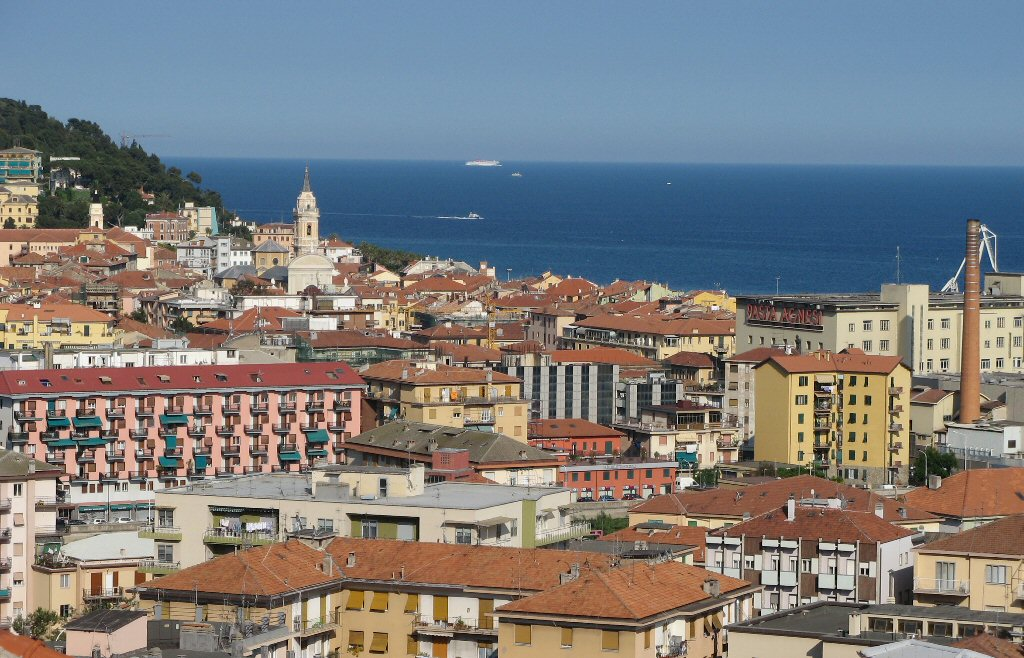
Vista di Imperia-Oneglia
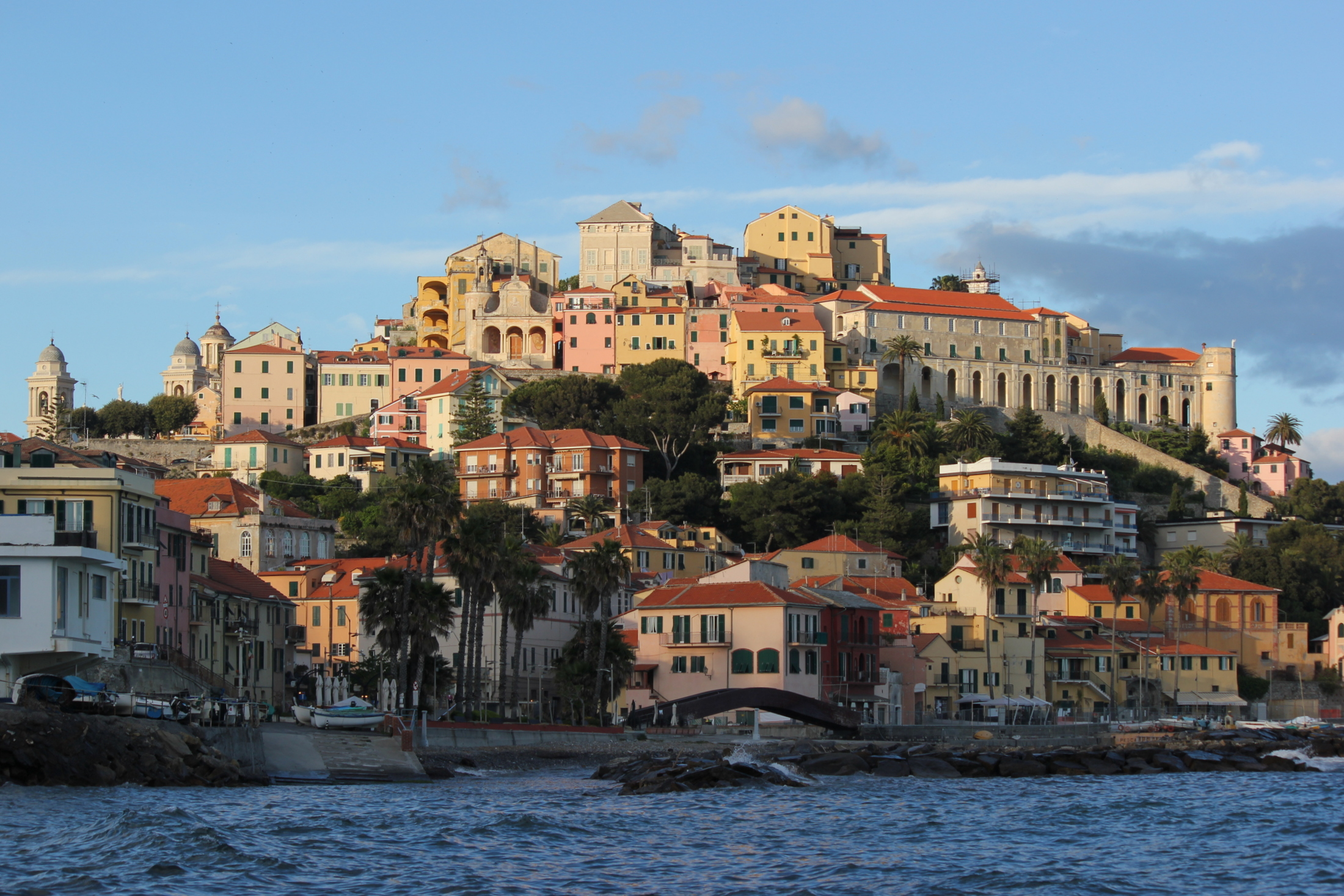
Vista di Imperia-Porto Maurizio
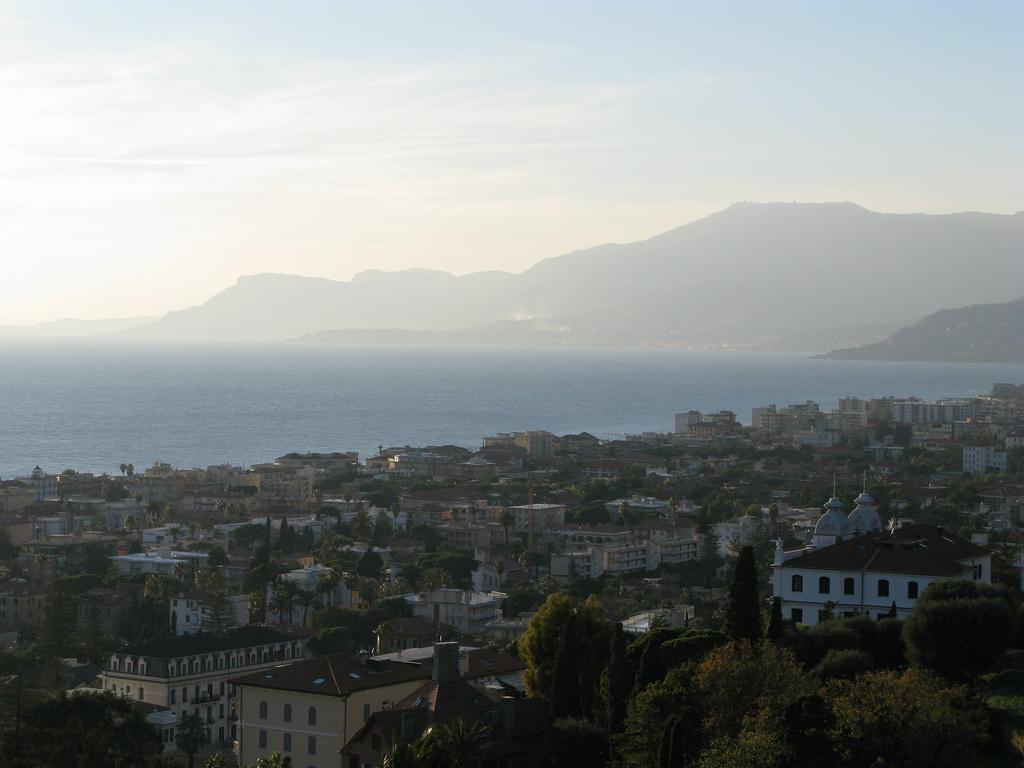
Bordighera
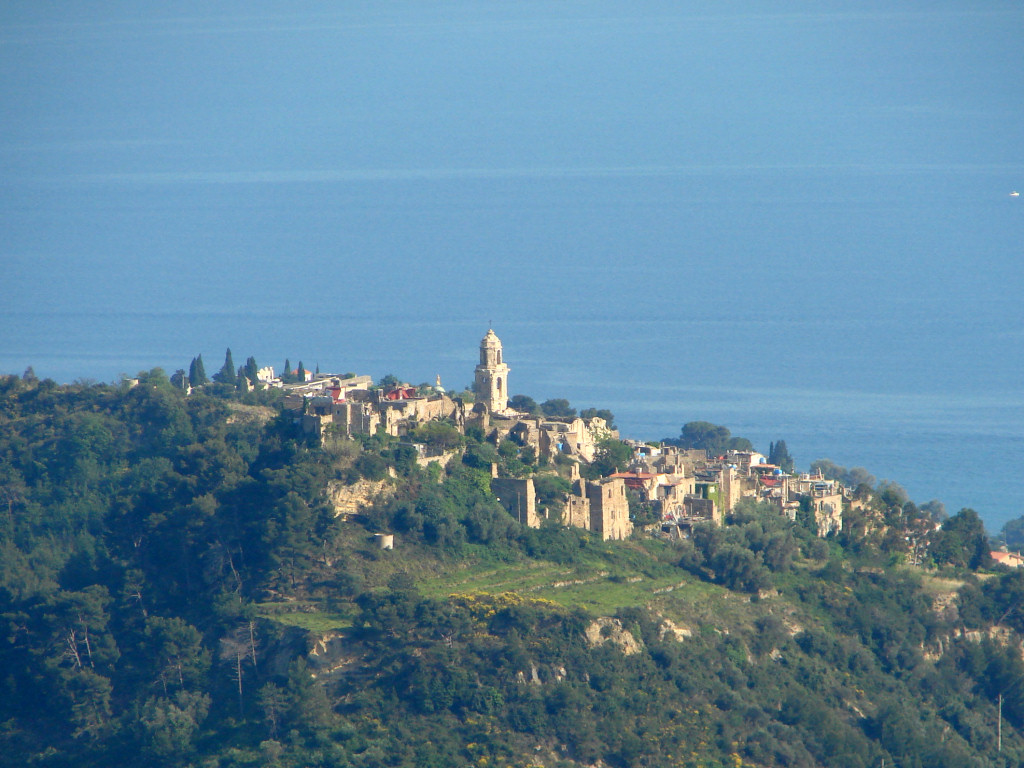
Bussana Vecchia
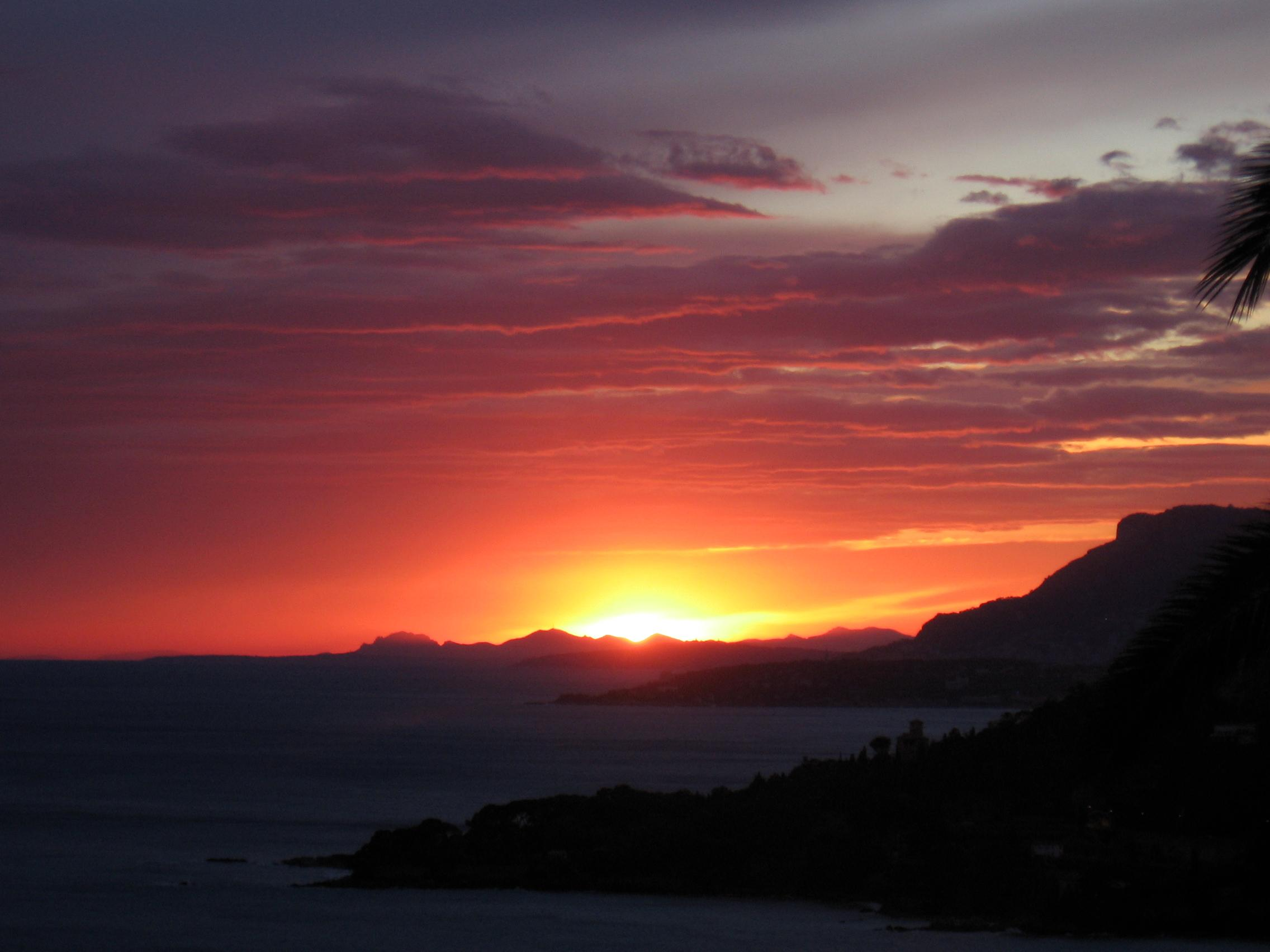
Tramonto a Capo Mortola (Ventimiglia)
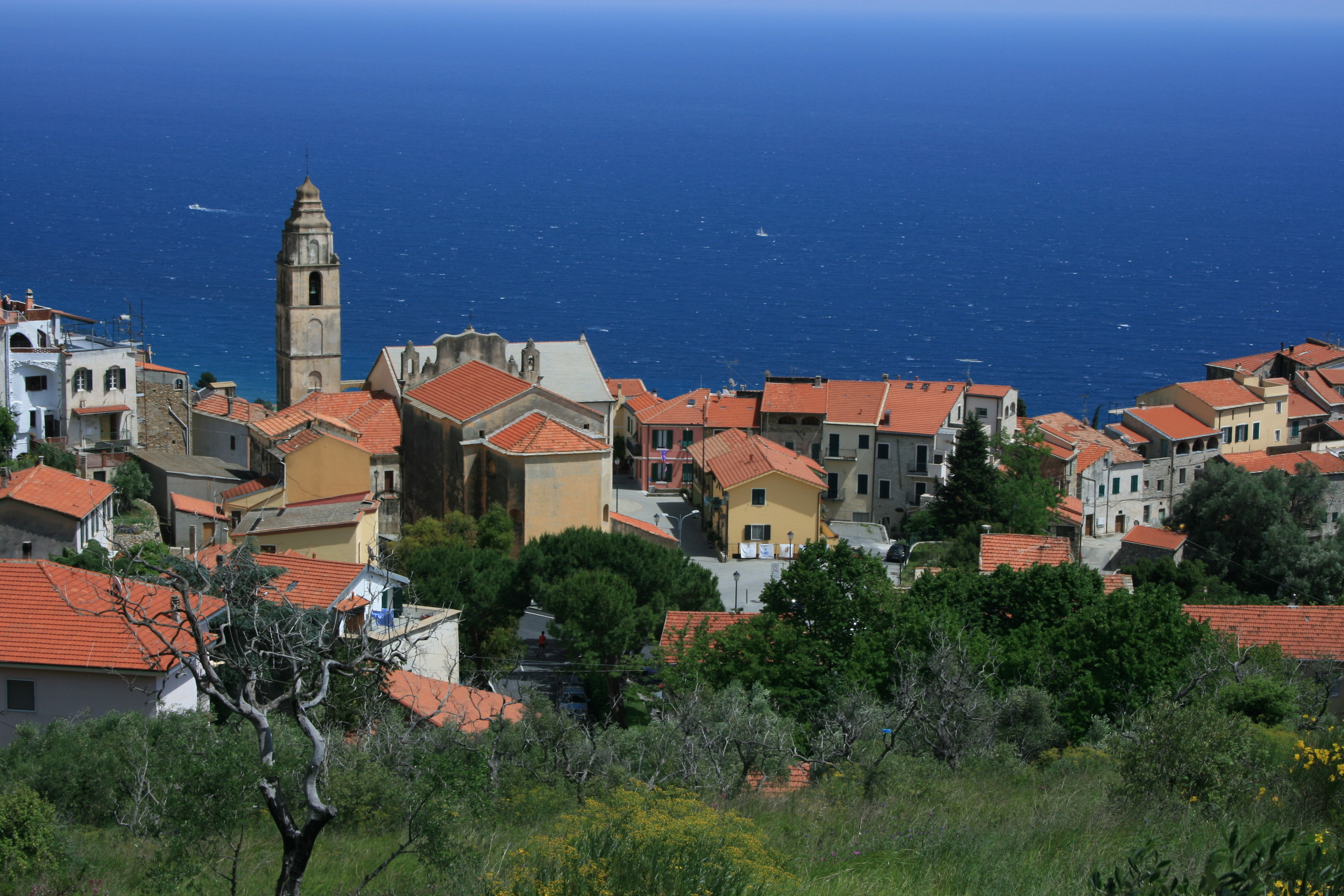
Cipressa
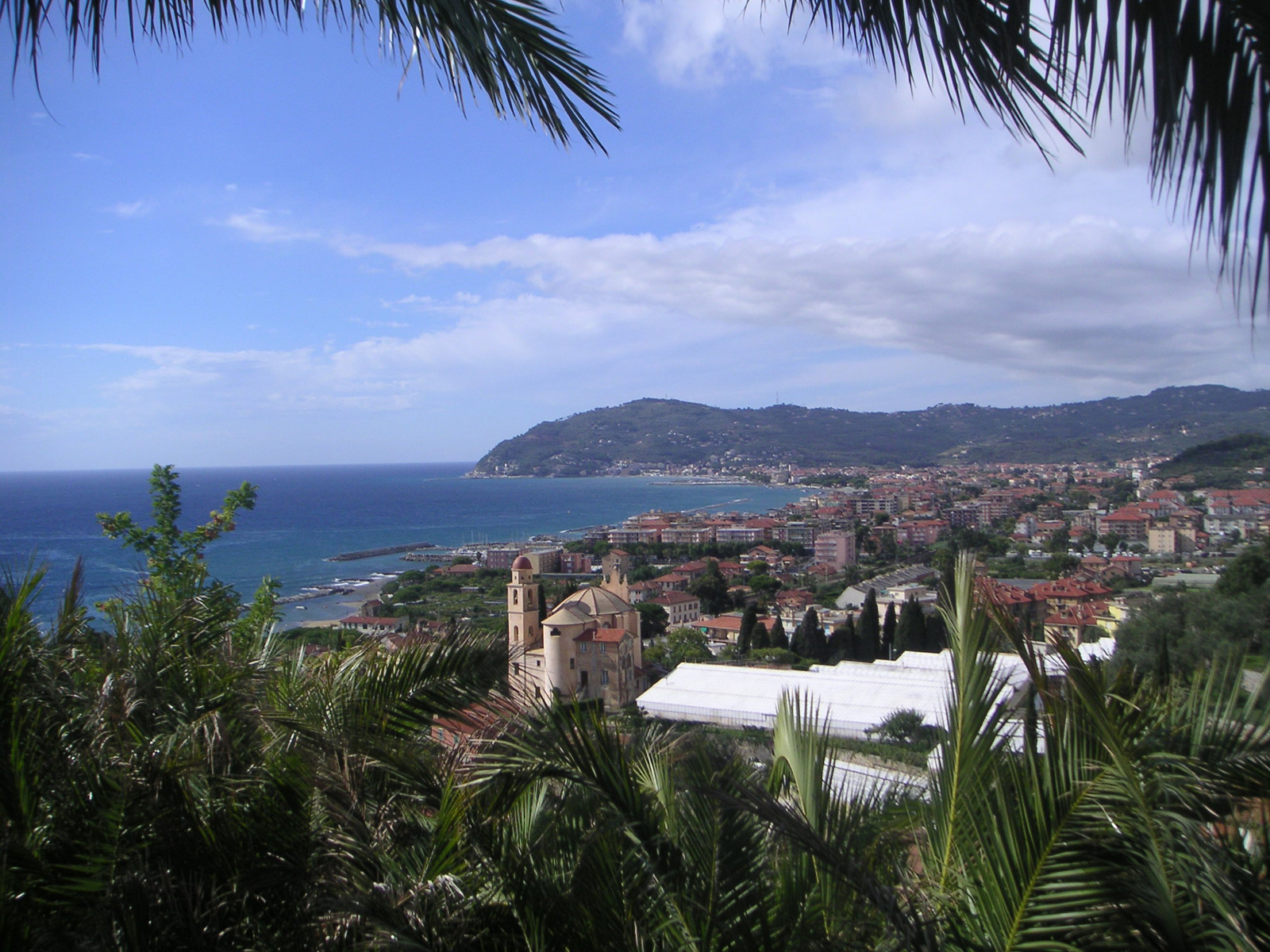
Diano Marina
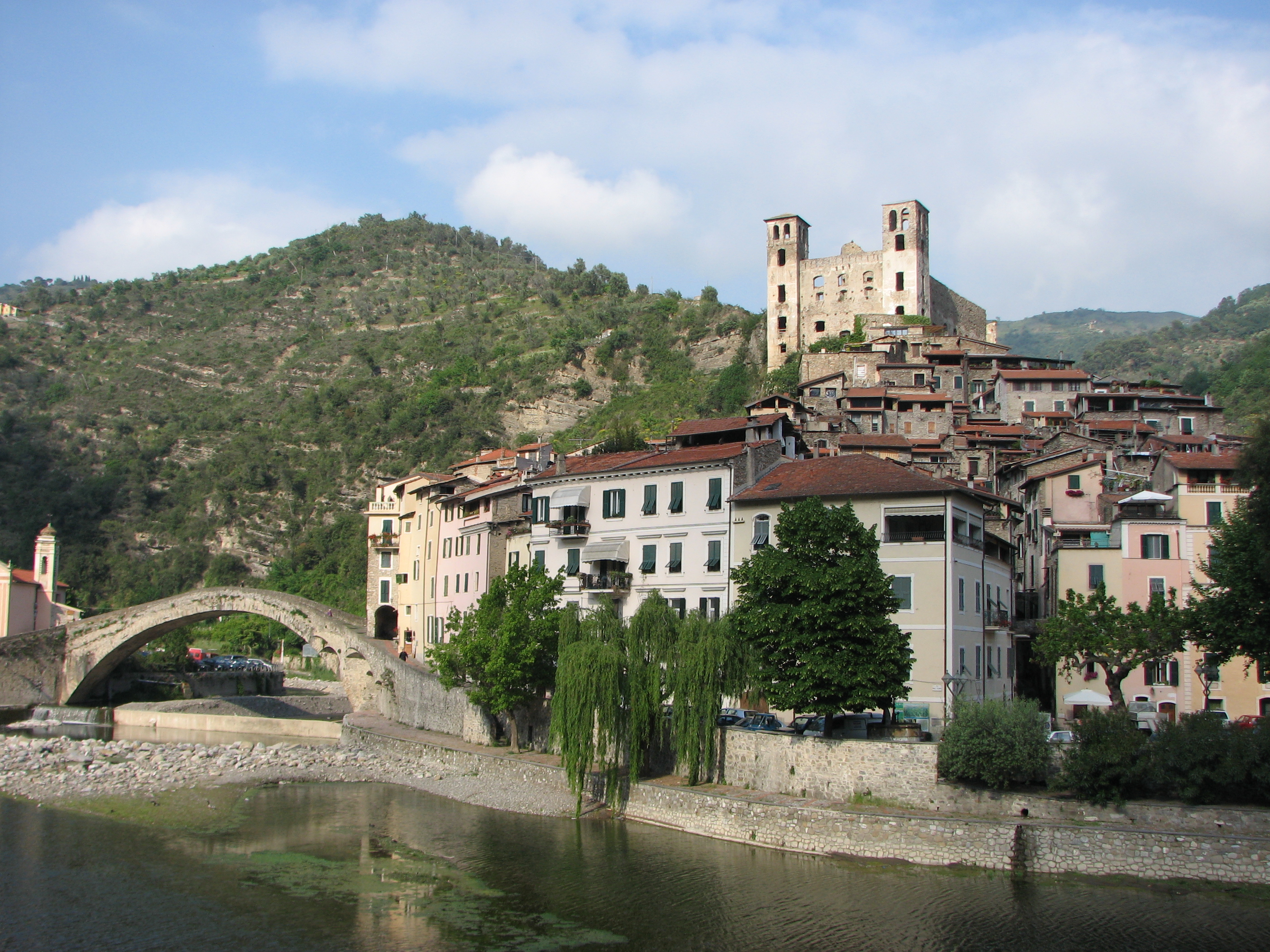
Dolceacqua
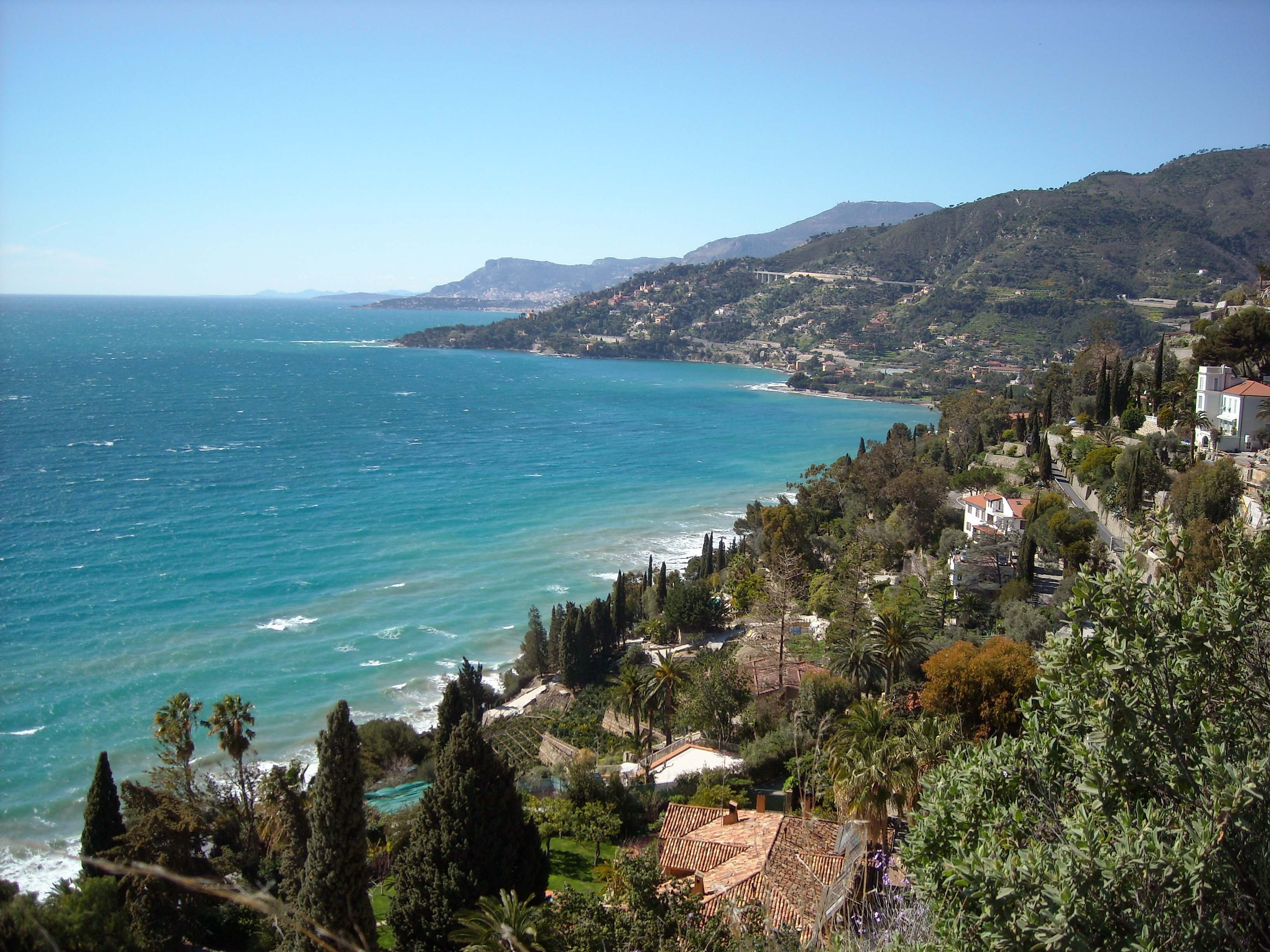
La Piana di Latte
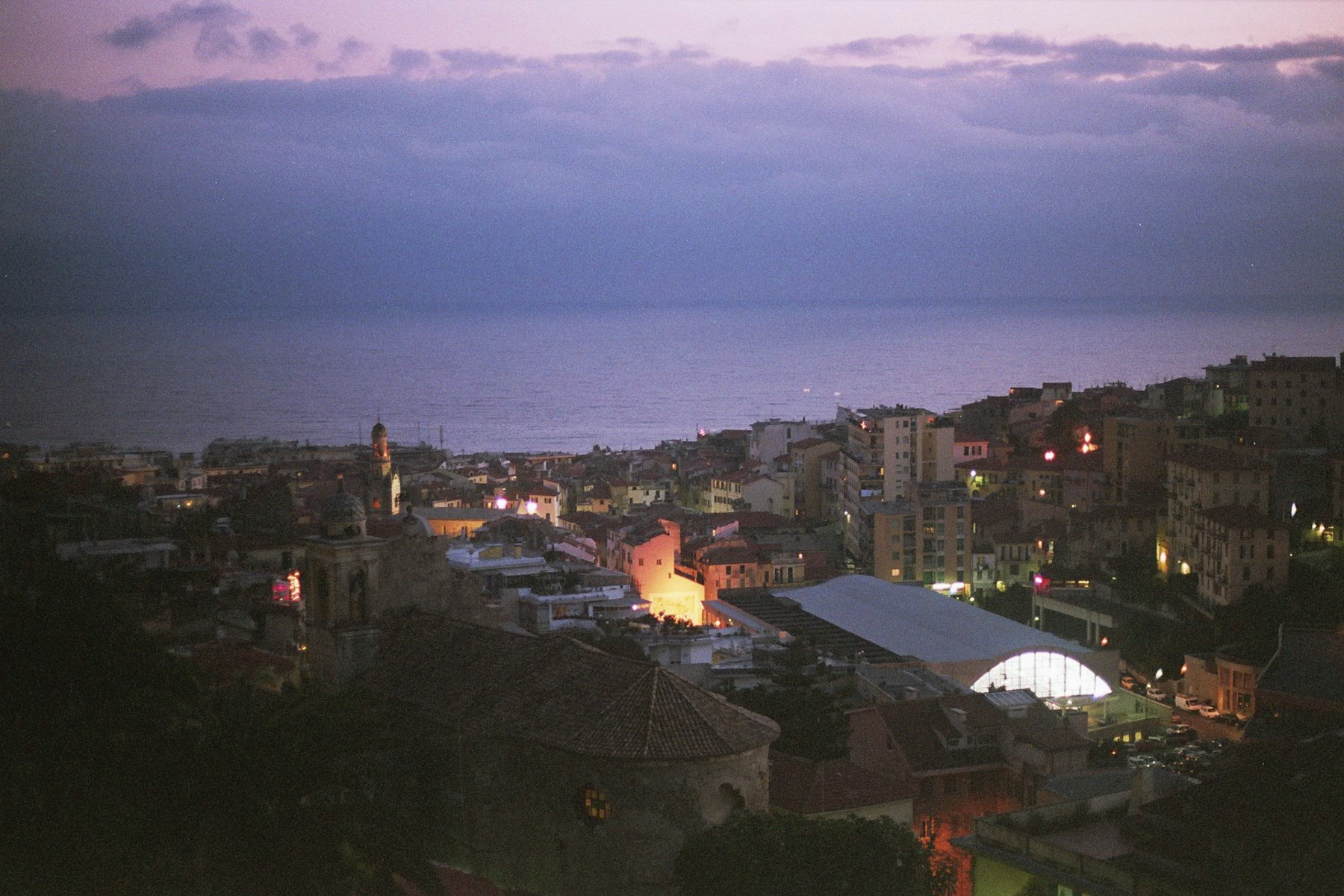
Vista di Sanremo in notturna
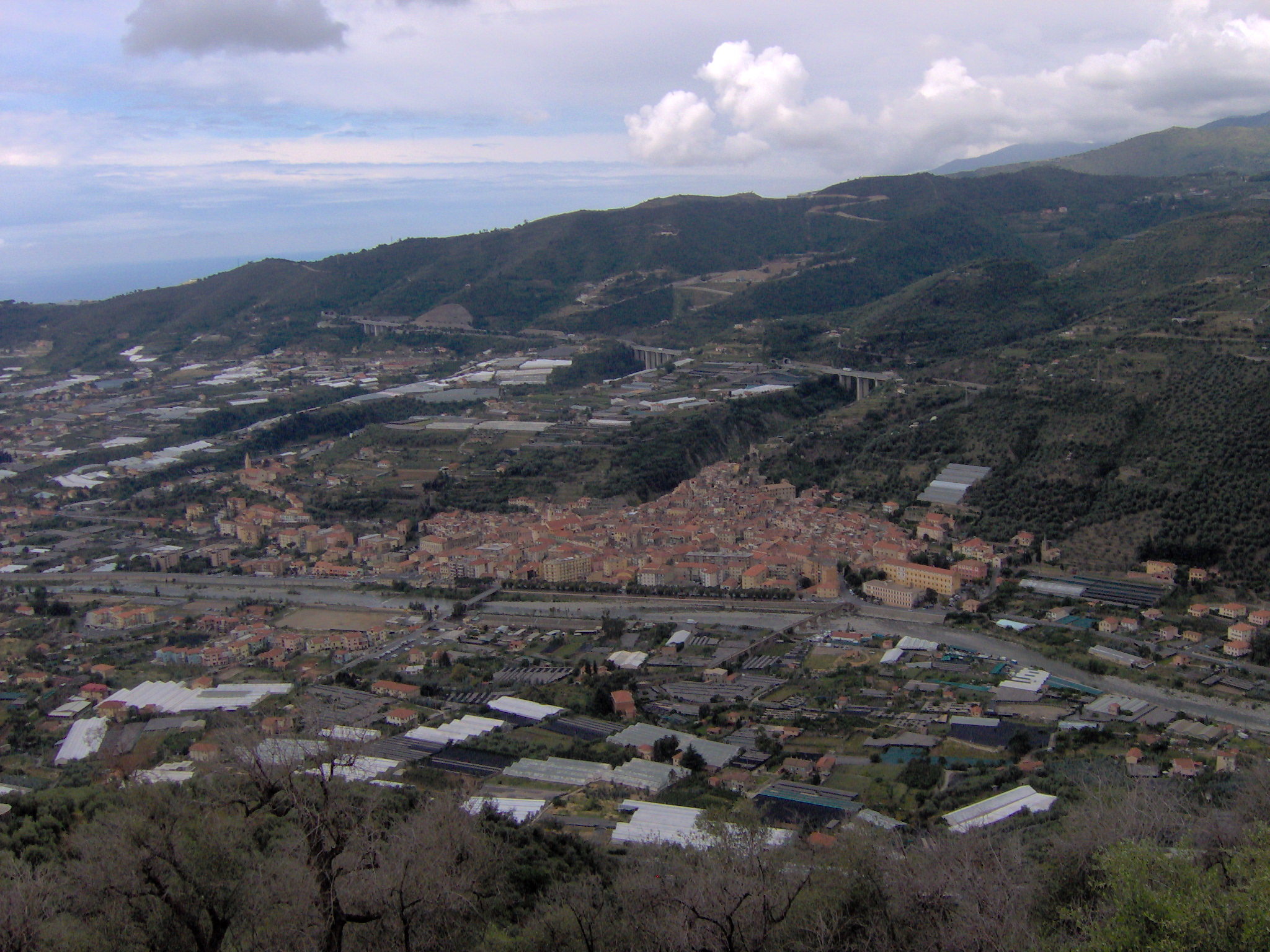
Taggia vista da Castellaro